# Rumuocoro
Rumuocoro (em ibo: Rumuokoro) é uma cidade do estado de Rios, na área de Obio-Acpor, na Nigéria. Em 2016, havia 75 082 habitantes.